# Keteleeria evelyniana

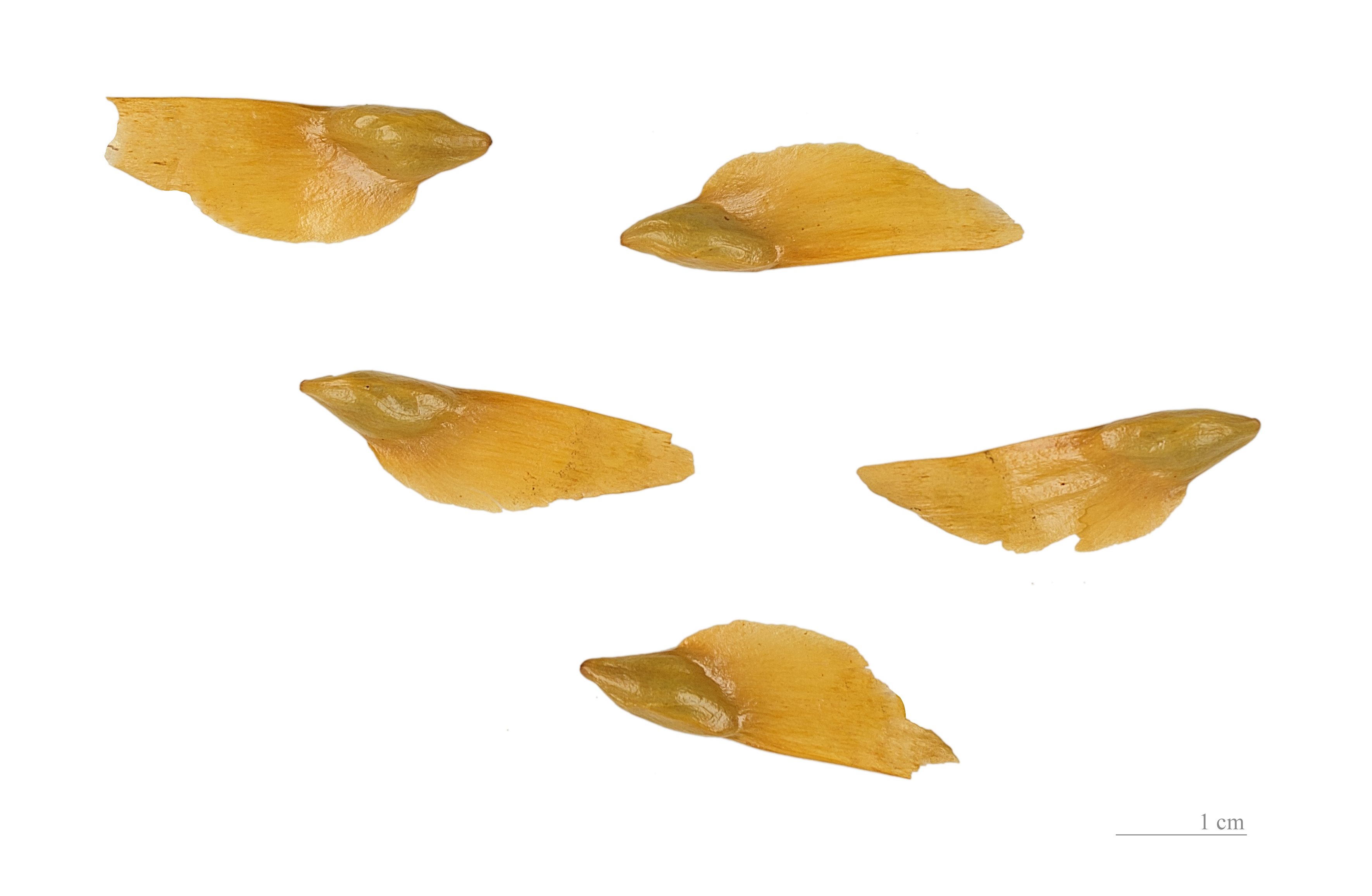
Semillas

Keteleeria evelyniana es una especie de conífera perteneciente a la familia Pinaceae nativa del sur de China, Laos y Vietnam.
Es un árbol que alcanza los 40 metros de altura y su tronco 100 cm de diámetro. La corteza es de color gris-marrón, irregular y con fisuras. Las hojas son estrechas lineales de 4-6.5 cm de longitud por 2-3.5 mm de ancho. Las piñas cilíndricas son de 9–20 cm de longitud por 3.5-6.5 cm de ancho. Las semillas son oblongas y aladas.